# عکاشه عمی
عُکاشه بن عبدالصمد عَمّی (۶۹۴–۷۸۷م) شاعر مخضرم عربی بود. او در بصره زیست و شهرت نیافت؛ به گفتهٔ عمر فروخ «چندان از زندگی‌اش نمی‌دانیم چرا که به مدح خلفا نپرداخت.» عکاشه دلبسته کنیزی در بصره به نام «نُعیمه» بود که نزد خاندانی سرشناسی می‌زیست. مردی بغدادی نعیم را خرید و با او از بصره به بغداد کوچید. عکاشه در طول عمر شیفته و سرگشتهٔ نعیم بود؛ طبع و خلق او نیز از این رویداد دگرگون شد. عکاشه تا زمان مهدی و هادی زیست.